# Marah fabaceus
Marah fabaceus là một loài thực vật có hoa trong họ Cucurbitaceae. Loài này được (Naudin) Greene mô tả khoa học đầu tiên năm 1910.

## Hình ảnh

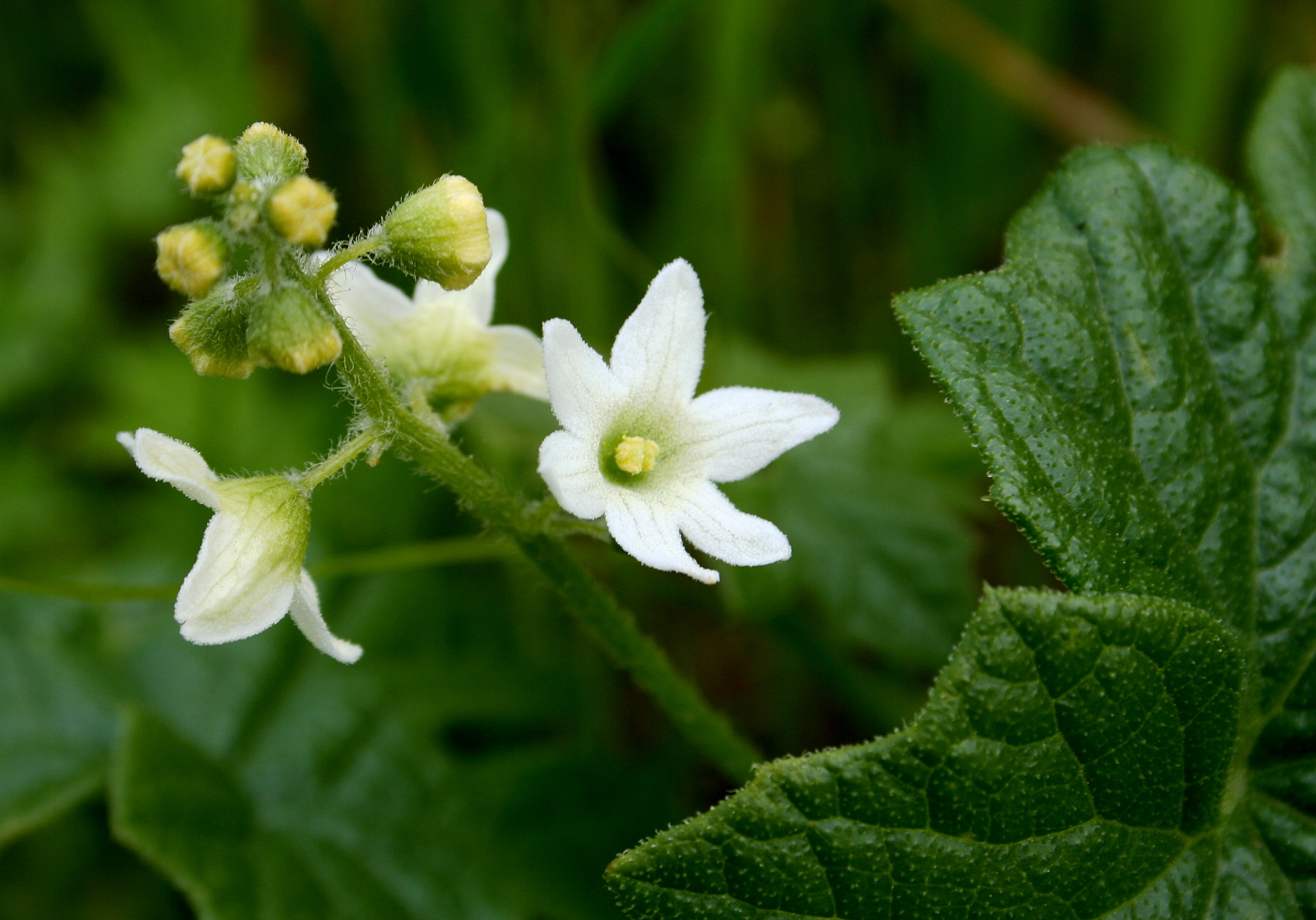